# خمسون ألف خطأ في الكتاب المقدس (كتاب)
خمسون ألف خطأ في الكتاب المقدس: وحوار البابا مع المسلمين (بالإنجليزية: Fifty Thousand Errors in the Bible) هو كتاب عبارة عن رسالتين مترجمتين من تأليف الداعية الشيخ أحمد ديدات، وهما عبارة عن محاورة مسجلة بالقلم بين الشيخ ديدات وبابا الفاتيكان يوحنا بولس الثاني. تحدث فيها الشيخ ديدات عن رفض البابا السماح له بالمحاورة والمناظرة في أكبر ميادين إيطاليا وهو ميدان القديس بطرس في روما مقر البابوية، وكيف أن الكنيسة اعترفت بجاليليو (عالم الفلك الإيطالي) ودوران الأرض حول الشمس بعد وفاته بكثير،(1) ولكنهم يرفضون الاعتراف بالإسلام وبنبوة محمد والحوار مسجل بالتاريخ واليوم ولم يظفر الشيخ بهذا اللقاء.
ففي البداية أعلن بابا الفاتيكان أنه يرغب في إجراء حوار مع المسلمين وقد لبى الداعية أحمد ديدات رغبته لإجراء هذا الحوار، ودعاه إلى حوار مفتوح في ميدان القديس بطرس في روما وترك للبابا تحديد الوقت والتاريخ المناسب، ولم يرد البابا على تلك الرسالة، فعاود الشيخ ديدات الكرّة، وأرسل له ثلاثة خطابات أخرى وبرقية، فجاء رد الفاتيكان مقترحاً إجراء حوار في سكرتارية الفاتيكان وليس في مكان علني. فرد الشيخ على بابا الفاتيكان برسالة جاء فيها: «يسعدنا أنكم ترتبون للقاء معنا، ولكننا نتمسك بأن يكون مثل هذا اللقاء علناً، كما كان في خطابنا المفتوح إليكم، والذي اقترحنا فيه مثل هذا اللقاء، وذلك من أجل البلايين المؤمنة بالمسيحية والإسلام، من أجل الحقيقة وإرضاء الرب... ومع هذا فيمكننا الالتقاء بكم حسب رغبتكم في السكرتارية، ولكن هناك العديد من المسلمين في جنوب أفريقيا فقط، والذين يصرون على حضور هذا اللقاء، لذلك نرجو إفادتنا عن الإمكانيات المتاحة في سكرتارية الفاتيكان والخاصة بإسكان هؤلاء. ونظراً لوجود آلاف آخرين ممن يرغبون في حضور هذا الحوار، فإننا نطلب أيضاً تصريحاً بتصوير اللقاء بأجهزة الفيديو، حتى تصل مناقشتنا إلى الملايين الذين يودون الاستفادة من الحوار». وبعد أكثر من شهرين من الانتظار تم إرسال برقيتين أخريين؛ إحداهما إلى سكرتارية الفاتيكان، والأخرى إلى البابا ذاته. وبعد شهر آخر تم إرسال برقيتين أخريين دون جدوى، والتزم البابا الصمت التام.
وفي مقدمة الكتاب جزء من مقالة منقولة بالنص عن مجلة !AWAKE (استيقظوا) لجماعة «شهود يهوه» (وهي جماعة غير معترف بها من قبل الكنائس المسيحية الرئيسية) في عدد 8 سبتمبر سنة 1957م والتي توزع كنشرة تبشيرية في أنحاء العالم وهذا الجزء معنون باسم «خمسون ألف خطأ في الكتاب المقدس» وهو يكشف حقيقة مدى مصداقية الكتاب المقدس الموجود حالياً بحسب معتقدات شهود يهوه، وبحسب المؤلف فأن هناك أخطاء جسيمة في في هذا الكتاب باعتراف جماعة شهود يهوه أنفسهم.